# Nikolaj Gluškov
Nikolaj Alekseevič Gluškov (in russo Николай Алексеевич Глушков?; 24 dicembre 1949 – Londra, 12 marzo 2018) è stato un imprenditore russo, ex vice direttore di Aeroflot e dirigente finanziario di AvtoVAZ, in esilio a Londra dal 2010 e morto  in circostanze sospette.  Dopo aver affermato che Aeroflot lavorava come "vacca da mungere per supportare le operazioni di spionaggio internazionale", è stato arrestato e processato in Russia con l'accusa di aver incanalato denaro di Aeroflot attraverso un'altra società nel 1999. È stato condannato e rilasciato nel 2004, dopo aver scontato tre anni.
È emigrato nel Regno Unito nel 2010 e ha ricevuto asilo politico. Nel 2017 è stato condannato in contumacia in Russia con l'accusa di aver rubato denaro da Aeroflot, ma la sua estradizione dalla Gran Bretagna è stata negata. Inizialmente trattata come "inspiegabile", la sua morte è stata oggetto di indagine per omicidio da parte della polizia metropolitana. Il 9 aprile 2021, il tribunale del coroner di West London ha stabilito che Gluškov è stato ucciso con ferite compatibili con lo strangolamento..

## Biografia
Nel 1972, Nikolaj Gluškov si è laureato in fisica all'Università dell'amicizia dei popoli di Mosca. Nel 1981 ha completato l'Accademia del Commercio Estero con una laurea in Economia.

### Aeroflot: processi e condanne
Gluškov era stato il capo delle finanze di AvtoVAZ fino a quando non ha lasciato il suo lavoro alla fine del 1995 ed è stato nominato vicedirettore generale di Aeroflot su richiesta di Yevgeny Shaposhnikov nel febbraio 1996. Secondo Alexander Goldfarb, ha scoperto che la compagnia aerea lavorava come "vacca da mungere per supportare le operazioni di spionaggio internazionale": 3.000 persone su 14.000 dipendenti in Aeroflot erano al servizio dell'intelligence, FSB, SVR e GRU. Tutti i proventi della vendita dei biglietti erano stati distribuiti su 352 conti bancari esteri che non potevano essere controllati dall'amministrazione Aeroflot. Gluškov ha chiuso tutti questi conti e ha incanalato il denaro alla società svizzera chiamata Andava. Inviò anche una fattura e scrisse una lettera al direttore dell'SVR Yevgeny Primakov e al direttore dell'FSB Mikhail Barsukov, chiedendo loro di pagare gli stipendi dei loro ufficiali dell'intelligence in Aeroflot nel 1996. Sia Gluškov che Berezovskij erano in quel momento i principali azionisti di Andava.
Nel 1996, un articolo di Forbes affermava che Gluškov era stato condannato per furto nel 1982. Gluškov e Berezovskij hanno citato in giudizio Forbes per diffamazione nel Regno Unito, con una sentenza contro l'editore.
Gluškov è stato arrestato nel dicembre 2000 dalle forze dell'ordine russe e accusato di aver incanalato denaro attraverso il suo centro contabile Andava. Era un socio in affari e amico intimo di Boris Berezovskij, che dal novembre 2000 risiedeva in Gran Bretagna; Berezovsky ha dovuto rinunciare alla sua proprietà del canale televisivo Channel One Russia (ORT), (trasferito alla Sibneft di Roman Abramovich), in cambio della promessa di liberare Gluškov, promessa che non è stata mantenuta.
Nell'aprile 2001, Andrej Lugovoj ha organizzato una "fuga" di Gluškov da un ospedale dove era trattenuto dalle autorità. Secondo Gluškov, quella era una struttura dell'FSB. Non aveva alcuna intenzione di scappare e "stava camminando in pantofole fino al cancello dell'ospedale per tornare a casa per la notte, all'insaputa delle sue guardie, come aveva fatto pochi giorni prima".
Durante il processo, Gluškov fu incarcerato nella prigione di Lefortovo. Nel marzo 2004 è stato scagionato dal tribunale dalle accuse originarie di frode e riciclaggio di denaro, ma ritenuto colpevole di tentata evasione e "abuso di autorità" e condannato a 3 anni e 3 mesi di reclusione. Gluškov è stato rilasciato in aula, poiché aveva già scontato la pena nel centro di custodia cautelare. Il tribunale della città di Mosca ha respinto il verdetto e ha rinviato il caso a un nuovo giudizio. Nel 2006, il tribunale distrettuale di Savelovsky ha interrotto l'accusa di Gluškov e gli ha concesso una pena sospesa di due anni.

### In esilio nel Regno Unito
Gluskov è emigrato nel Regno Unito e ha ricevuto asilo politico nel 2010. Lo stato russo ha ripreso il suo procedimento penale. Nel 2017, durante un processo in contumacia in Russia, Gluškov è stato condannato a otto anni di carcere con l'accusa di aver rubato 123 milioni di dollari da Aeroflot. Il Regno Unito ha rifiutato di estradarlo in Russia.